# Ripon (Califórnia)
Ripon é uma cidade localizada no estado americano da Califórnia, no condado de San Joaquin. Foi incorporada em 27 de novembro de 1945.

## Geografia
De acordo com o United States Census Bureau, a cidade tem uma área de 14,2 km², onde 13,7 km² estão cobertos por terra e 0,5 km² por água.

### Localidades na vizinhança
O diagrama seguinte representa as localidades num raio de 16 km ao redor de Ripon.

## Demografia
Segundo o censo nacional de 2010, a sua população é de 14 297 habitantes e sua densidade populacional é de 1 041,53 hab/km². Possui 5 129 residências, que resulta em uma densidade de 373,64 residências/km².